# Charles C. Coleman (regizor)
Charles Clifford Coleman (n. 29 decembrie 1900, Michigan, SUA – d. 25 mai 1972, Los Angeles, California, SUA) a fost un regizor american de film. A regizat ca regizor principal doar filme de categoria B în anii 1930 (fiind menționat de multe ori drept C. C. Coleman Jr.), dar este cunoscut îndeosebi în calitate de regizor asistent. 
A lucrat ca regizor asistent la unele dintre cele mai importante și mai apreciate filme din Epoca de Aur a Hollywoodului și a fost un colaborator frecvent al lui Billy Wilder. A fost regizor asistent al multor filme, printre care Twentieth Century (1934), Mr Deeds Goes to Town (1936), Ultimul orizont (1937), Holiday Inn (1942), Five Graves to Cairo (1943), Double Indemnity (1944), The Blue Dahlia (1946), The Heiress (1949), Sunset Boulevard, Ace in the Hole (1951), Un loc sub soare (1951), Stalag 17 (1954), Sabrina (1954), The Spirit of St. Louis (1957), Vertigo (1958) și Hud (1963).
A fost nominalizat în 1937 la Premiul Oscar pentru cel mai bun regizor asistent pentru contribuția sa la filmul Lost Horizon.

## Filmografie

### Filme ca regizor principal
- Voice in the Night (1934)
- Code of the Range (1936)
- Legion of Terror (1936)
- Dodge City Trail (1936)
- Parole Racket (1937)
- Criminals of the Air (1937)
- A Fight to the Finish (1937)
- Paid to Dance (1937)
- The Shadow (1937)
- When G-Men Step In (1938)
- Highway Patrol (1938)
- Squadron of Honor (1938)
- Flight to Fame (1938)
- Homicide Bureau (1939)
- My Son Is a Criminal (1939)
- Spoilers of the Range (1939)
- Missing Daughters (1939)
- Outpost of the Mounties (1939)

## Legături externe
- Charles C. Coleman la Internet Movie Database